# 科希策帕沃尔·约瑟夫·沙法里克大学
科希策帕沃尔·约瑟夫·沙法里克大学是一所位于斯洛伐克第二大城市科希策的公立大学，成立于1959年，有五个学院，学校得名于十九世纪的斯洛伐克语文学家、诗人和历史学家帕沃尔·约瑟夫·沙法里克:21。

## 学院
- 医学院
- 理学院
- 法学院
- 公共管理学院
- 文学院（2007年1月起）